# Osteocephalus omega
Osteocephalus omega — вид жаб родини райкових (Hylidae). Описаний у 2019 році.

## Поширення
Ендемік Колумбії. Поширений у тропічних вологих гірських лісах на східних схилах Анд у департаменті Путумайо на півдні країни

## Опис
Від інших представників роду відрізняється золотистим оком з чорною горизонтальною лінією.